# Svenske kalender
Den svenske kalender var en kalender, der var i brug i Sverige fra 1. marts 1700 til 30. februar 1712. Efter vores gregorianske kalender udgør det tidsrum tiden fra 11. marts 1700 til 11. marts 1712. Den svenske kalender lå en dag foran den julianske kalender og ti dage efter den gregorianske kalender. 
I november 1699 blev det bestemt, at Sverige skulle gå over til den nye gregorianske kalender fra og med 1700. Denne proces skulle ske gradvis ved at fjerne alle skuddagene frem til 1740. I henhold til planen blev skuddagen i 1700 hoppet over, men i de efterfølgende år blev der ikke lavet nogen modificeringer på grund af Den Store Nordiske Krig. 
I januar 1711 bestemte Karl 12. af Sverige, at Sverige skulle gå tilbage til den julianske kalender, da den svenske kalender kun var i brug i Sverige. En ekstra dag blev lagt til i februar 1712 for at opnå dette, hvilket gav måneden unikke 30 dage. 
I 1753 gik Sverige over til den gregorianske kalender med et hop på 11 dage, 17. februar blev efterfulgt af 1. marts. På trods af dette brugte Sverige de gamle julianske regler for at fastslå påsken frem til 1844.